# Bauerus dubiaquercus
Bauerus dubiaquercus är en fladdermusart som beskrevs av Van Gelder 1959. Bauerus dubiaquercus är ensam i släktet Bauerus som ingår i familjen läderlappar. Inga underarter finns listade i Catalogue of Life. Tidigare listades arten i släktet Antrozous.
Arten blir 57 till 75 mm lång (huvud och bål) har en 46 till 57 mm lång svans och väger 13 till 20 g. Underarmarna är 48 till 57 mm långa. Bauerus dubiaquercus liknar arten Antrozous pallidus i utseende. Den har mörkare päls (mörkbrun) och smalare öron än Antrozous pallidus. Dessutom har Bauerus dubiaquercus en tredje nålformig framtand på varje sida av underkäken. Tandformeln är I 1/3 C 1/1 P 1/2 M 3/3. Djurets näsborrar är framåt riktade.
Denna fladdermus förekommer med flera från varandra skilda populationer i Centralamerika. Utbredningsområdet sträcker sig från södra Mexiko till Costa Rica. I bergstrakter når arten 2300 meter över havet. Habitatet utgörs av olika slags skogar.
Antagligen äter arten insekter och kanske några växtdelar. Per kull föds en unge.
Bauerus dubiaquercus hotas av habitatförstöring och listas av IUCN som nära hotad (NT).